# Josh Andrés Rivera
Josh Andrés Rivera (New York, 1º maggio 1995) è un attore statunitense.

## Biografia
Ha origini portoricane e dal 2021 è legato sentimentalmente a Rachel Zegler.
Ha esordito sulle scene statunitensi nel 2018 nella tournée statunitense del musical Premio Pulitzer Hamilton. Nel 2021 è stato scelto per interpretare Chino nel film di Steven Spielberg West Side Story, mentre nel 2023 ha recitato nei film Cat Person e Hunger Games - La ballata dell'usignolo e del serpente nel ruolo di Seianus Plinth. Nel 2024 interpreta Aaron Hernandez nella serie televisiva American Sports Story di Ryan Murphy.

## Filmografia

### Cinema
- West Side Story, regia di Steven Spielberg (2021)
- Cat Person, regia di Susanna Fogel (2023)
- Hunger Games - La ballata dell'usignolo e del serpente (The Hunger Games: The Ballad of Songbirds and Snakes), regia di Francis Lawrence (2023)

### Televisione
- American Sports Story - serie TV, 7 episodi (2024)

## Teatro
- Hamilton di Lin-Manuel Miranda, regia di Thomas Kail. Tour USA (2018)

## Doppiatori italiani
- Marco Benedetti in Hunger Games - La ballata dell'usignolo e del serpente
- Andrea Checci in West Side Story